# Feilitzsch

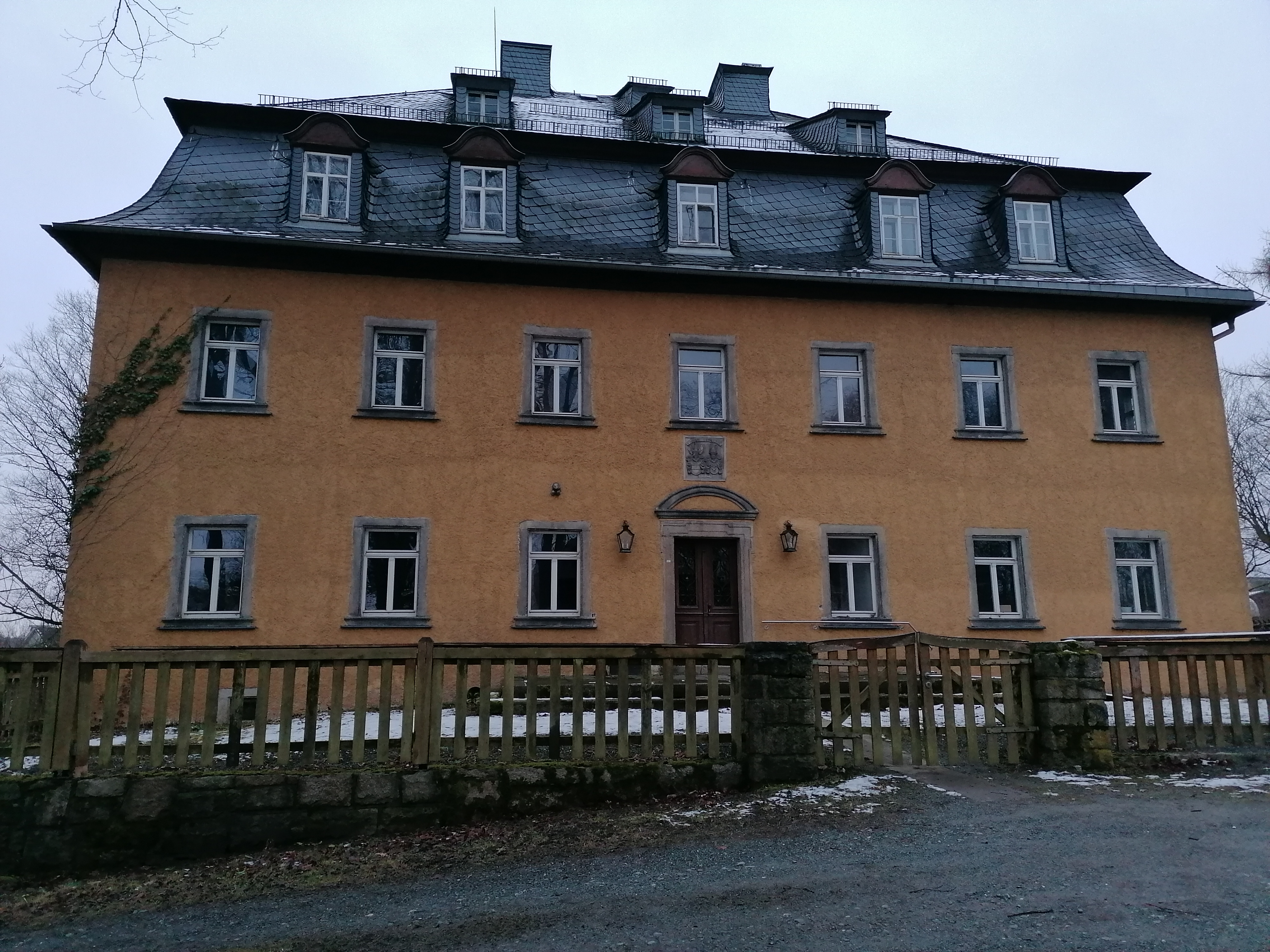
Schloss Feilitzsch von 1747, Zustand Dezember 2024

Feilitzsch ist eine Gemeinde im oberfränkischen Landkreis Hof sowie Sitz der Verwaltungsgemeinschaft Feilitzsch. Die Gemeinde im Bayerischen Vogtland liegt etwa sechs Kilometer nördlich der kreisfreien Stadt Hof an den Autobahnen A 72 (Anschlussstelle 3, Hof/Töpen) und A 93 (Anschlussstelle 2, Hof-Ost).

## Geografie

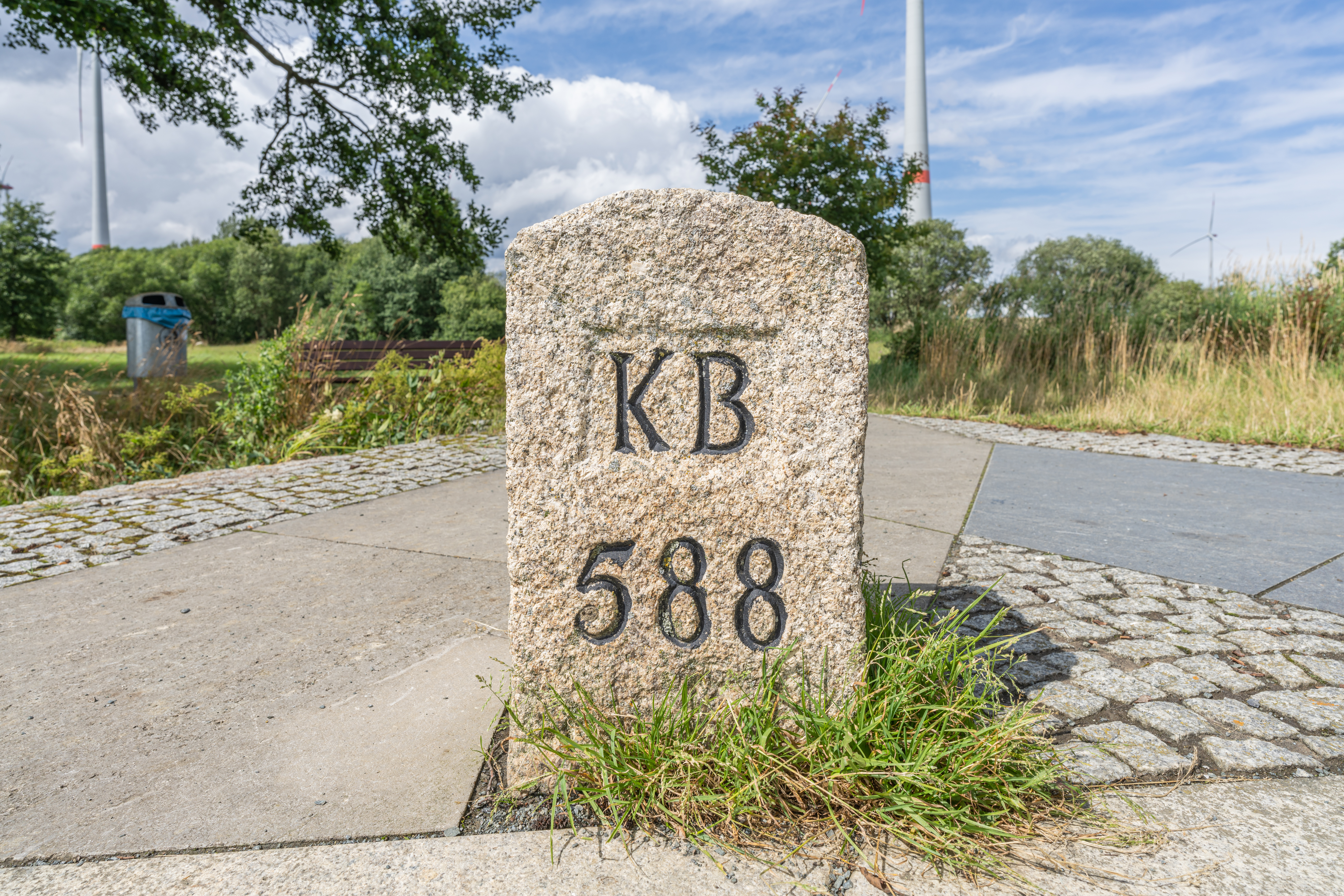
Drei-Freistaaten-Stein, bayerische Seite (Münchenreuth)

### Geografische Lage

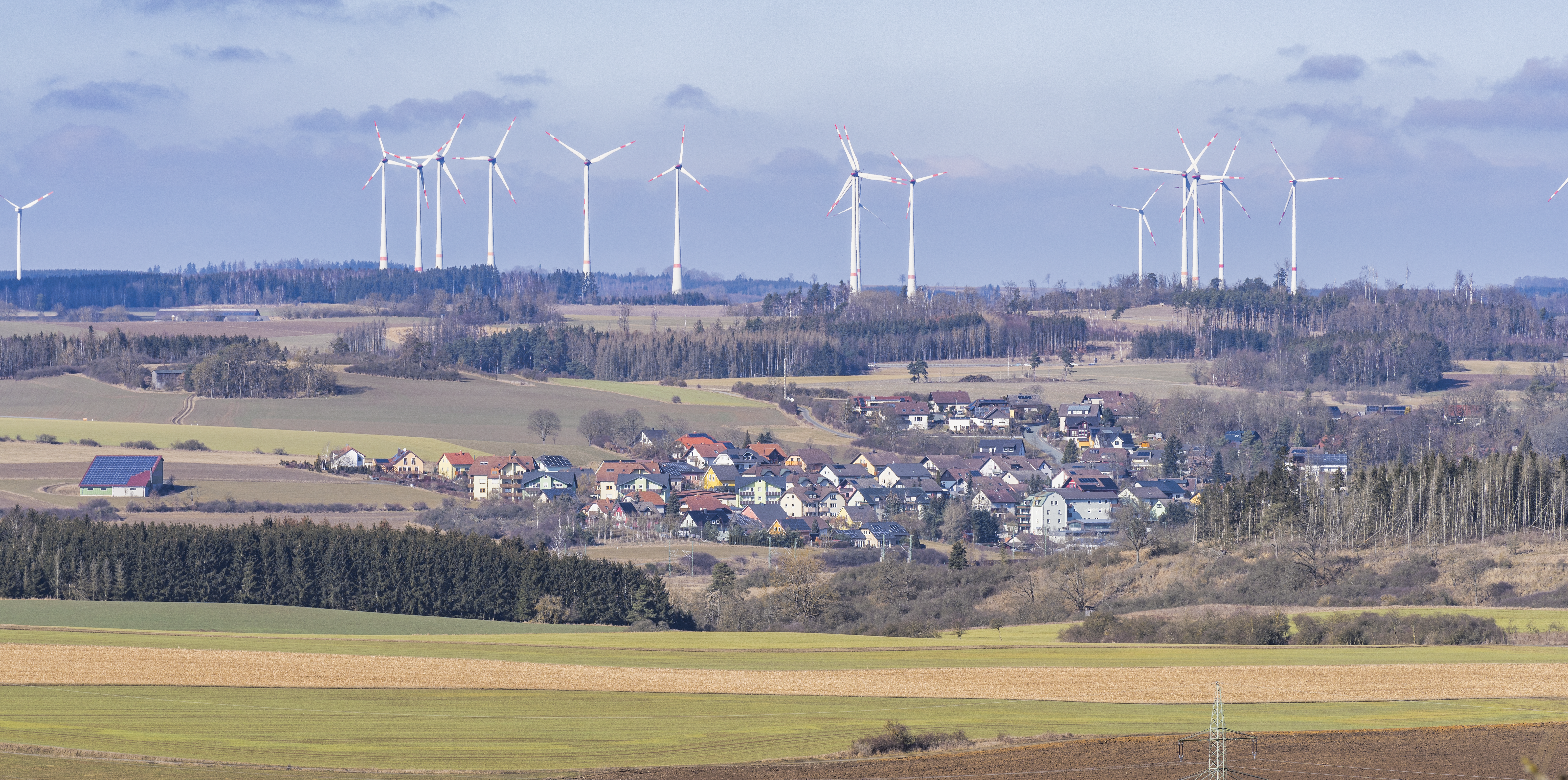
Lage des Hauptortes Feilitzsch

Die Gemeinde liegt im Nordosten des Landkreises Hof im Dreiländereck Bayern–Sachsen–Thüringen. Der sich im Gemeindeteil Münchenreuth befindliche Drei-Freistaaten-Stein markiert diesen besonderen Grenzpunkt, an den die drei Freistaaten Deutschlands aufeinandertreffen. Die nördliche und östliche Flur von Münchenreuth gehört zum Naturschutzgebiet Grünes Band Deutschland, welches die ehemalige Innerdeutsche Grenze umfasst. Der Gemeindeteil Zedtwitz grenzt im Süden an die kreisfreie Stadt Hof (Saale). Die Bäche im Gemeindegebiet entwässern in die „Sächsische“ Saale. Der Hauptort Feilitzsch liegt an der Nördlichen Regnitz.
Das Gemeindegebiet von Feilitzsch befindet sich in einer Mittelgebirgslandschaft zwischen dem auslaufenden Thüringer Schiefergebirge, dem Mittelvogtländischen Kuppenland, dem Frankenwald und dem Fichtelgebirge. An dieser Nahtstelle ist auch die Sprachgrenze des thüringischen und sächsischen Vogtlandes zum bayerischen Vogtland.

### Nachbarorte
| Gefell (Thüringen) |                                             | Weischlitz (Sachsen) |
| Töpen              | Kompassrose, die auf Nachbargemeinden zeigt | Trogen               |
| Köditz             | Hof (Saale)                                 |                      |

### Gemeindegliederung
Die Gemeinde hat neun Gemeindeteile (in Klammern ist der Siedlungstyp und Einwohnerzahl Stand 1. Februar 2005 angegeben):
- Feilitzsch (Kirchdorf, 1426)
- Forst (Dorf)
- Münchenreuth (Pfarrdorf, 305)
- Rankshaus (Einöde)
- Schafhübel (Weiler)
- Schollenreuth (Dorf, 37)
- Unterhartmannsreuth (Dorf, 196)
- Zedtwitz (Kirchdorf, 881)
- Ziegelhütte (Einöde, 37)

Außerdem gibt es die Wohnplätze Feriensiedlung Kreuzlein und Forsthaus.
Es gibt auf dem Gemeindegebiet die Gemarkungen Feiltzsch, Münchenreuth und Zedtwitz. Die Gemarkung Feiltzsch hat eine Fläche von 6,792 km² und ist in 1517 Flurstücke aufgeteilt, die eine durchschnittliche Fläche von 4477,00 m² haben. In ihr liegen neben dem namensgebenden Ort die Gemeindeteile Rankshaus und Ziegelhütte.

## Geschichte

### Bis zur Gemeindegründung
Ältestes Zeugnis menschlicher Besiedlung im Gemeindegebiet ist ein gut erhaltenes Steinbeil aus der Jungsteinzeit, das im Gemeindeteil Münchenreuth gefunden wurde und im Museum Bayerisches Vogtland in Hof zu besichtigen ist. Feilitzsch wird von seinen und den Einwohnern der Umgebung mundartlich als „Feilsch (Veilsch)“ bezeichnet. Man vermutet, dass dies auf das Adelsgeschlecht von Veilsdorf verweist, das von den Vögten von Weida im 12. Jahrhundert mit Land zwischen Hof und Thüringen belehnt wurde, um dort eine Wasserburg zu errichten. Im 12. Jahrhundert gab es vermutlich im Bereich der heutigen Brauhausgasse in Feilitzsch und auf dem Burgstall (heute Insel) in Zedtwitz Wasserburgen.
Urkundlich wurde Feilitzsch 1390 erstmals erwähnt. Dort wurden ein Rittersitz von „Hans Reymboth“ und ein weiterer von „Jung Hans von Feyltsch“ und „Ulrich von Feyltsch“ (Ahnherren des bis heute bestehenden Adelsgeschlechts von Feilitzsch) sowie 13 Anwesen von Bauern („Cunrad Weiß, Fritz Pöler, Hans Neubauer, Hans Smid“ (Schmidt), „Heinrich Bezold, Nicol Köppel, Heinrich Frank, Cunrad Smid, Merkel und Spitzbarth“) genannt. Das Dokument verzeichnet für Zedtwitz eine Wasserburg als Sitz des „Hilpald“, ein Vorwerk und zwei Höfe („Hanns Keil, Nickel Koch“) sowie weitere Anwesen („Otto Puchbach, Walter Fritz, Berchthold, Nickel Krug, Götz Flecklein, Walther Alt, Hans Peyer“ und „Heinrich Vetterlein“). Auch der Gemeindeteil Münchenreuth wird mit einer Kapelle „bey Munchenreuthe“ genannt. Ritter Peter von Zedtwitz übergab 1398 das Schloss in Münchenreuth seinem Sohn Konrad.
Im Jahre 1421 stand bei Feilitzsch eine Kapelle, die von einem Hofer Priester betreut wurde. Als Standort wird entweder der Hofberg (ehemaliger Steinbruch) oder der Bühl (Am Bühl/Mittelweg) vermutet. Auch für Zedtwitz und Münchenreuth sind in dem genannten Jahr Kapellen nachweisbar. Das Rittergut in Münchenreuth ging 1488 an Friedrich von Beulwitz über.
Das Schloss in Zedtwitz kam 1502 von der Adelsfamilie Zedtwitz zum Adelsgeschlecht von Feilitzsch. Feilitzsch gelangte 1529 mit der Reformation zur Pfarrei Trogen mit Pfarrsitz in Hof. Die bisherigen (katholischen) Kapellen in Feilitzsch, Münchenreuth und Zedtwitz wurden nicht mehr genutzt und dem Verfall preisgegeben. Mehrere Mitglieder des Adelsgeschlechts von Feilitzsch unterstützten die Reformation mit erheblichen Geldmitteln und hatten Briefkontakt mit Martin Luther. Im Jahre 1546 gab es drei Gutshöfe in der Ortschaft Feilitzsch, das Untere Gut, das auf das 12. Jahrhundert zurückgehende Wasserschloss im Bereich der jetzigen Brauhausgasse, das Mittlere Gut im Bereich des heutigen Gutshofs unter Einbeziehung des Schlößlas und das Obere Gut. Alle waren im Besitz des Adelsgeschlechts von Feilitzsch. Im folgenden Jahr kam das Untere Gut an die von Watzdorf. Abraham von Feilitzsch verkaufte 1577 die Güter in Zedtwitz und Schollenreuth an Utz von Ende, Sigmund von Feilitzsch verkaufte 1577 das Obere Gut seinem Schwager Wilhelm von Dobeneck. Dietrich von Feilitzsch kaufte 1591 das Untere Gut wieder zurück.
Im Jahre 1604 ging das Gut in Münchenreuth an Adam und Christoph Carl von Reitzenstein über. Im Dreißigjährigen Krieg bezog eine Reiterkompanie des Fürsten von Anhalt auf der Seite der schwedischen Truppen im Gemeindeteil Zedtwitz am 1. Januar 1632 Quartier. Vier Monate später, am 6. Mai 1632, mussten schwedische Truppen im gesamten Gemeindebereich einquartiert werden. Sieben Monate nach der ersten Besetzung traf am 9. August 1632 das „Corb Axel Holck“ in Feilitzsch ein. Dieses raubte, plünderte, marodierte, konfiszierte Pferde und Wagen der Bewohner und verdarb das Getreide auf den Feldern. Am 29. September 1633 wiederholten sich diese Ereignisse, jedoch diesmal durch kaiserliche Truppen, die, aus Richtung Schleiz kommend, einfielen. Am 6. Februar 1634 plünderten kroatische Truppen Zedtwitz. Der Oberist Peter Reuschel kaufte 1638 das Zedtwitzer Schloss. Bis zum Jahr 1650 kam es immer wieder zu Plünderungen. Daran änderte auch der Frieden von Münster und Osnabrück im Jahr 1648 kaum etwas.
Das Mittlere Gut brannte 1714 ab und wurde nicht mehr aufgebaut. Im Jahre 1717 wurde das Zedtwitzer Schloss an Geheimrat Erdmann von Stein verkauft, der es 1718 in ein Barockschloss umbauen ließ. Adam Ernst Erdmann von Feilitzsch vom Unteren Gut kaufte 1735 das Obere Gut von der Familie von Dobeneck zurück und vereinigte damit die Güter. 10 Jahre darauf brach Ludwig Ernst von Feilitzsch das Obere Gut ab und ersetzte es durch den heutigen barocken Bau von Schloss Feilitzsch im mittleren Gemeindeteil. Im Jahre 1775 ging das Gut in Münchenreuth an Georg Heinrich Lazarus von Feilitzsch über. Mit dem Fürstentum Bayreuth fiel 1791 das Rittergut der Freiherren von Feilitzsch an Preußen. 1806 gelangte es durch den Frieden von Tilsit an Frankreich und kam 1810 zum Königreich Bayern.
Im Zuge der Verwaltungsreformen in Bayern entstand mit dem Zweiten Gemeindeedikt im Jahr 1818 die Gemeinde, die bis 1978 bestand.

### 19. Jahrhundert
Die Überreste der bereits zur Ruine verkommenen Wasserburg in Zedtwitz wurden 1839 abgerissen. Von 1844 bis 1851 wurde die Bahnstrecke Leipzig–Hof als Teil der Sachsen-Franken-Magistrale durch Feilitzsch gebaut und 1883 die Eisenbahnhaltestelle Feilitzsch oberhalb des Schlosses eröffnet. Obwohl Feilitzsch zu Bayern gehörte, wurde die Eisenbahnlinie Sachsen-Franken-Magistrale ab Hof von der Sächsischen Eisenbahn betrieben. Im Jahr darauf wurde eine Postexpedition eingerichtet.

### 20. und 21. Jahrhundert
Die Dampfmaschinen hielten um 1900 in Feilitzsch Einzug. Damit begann dort das Industriezeitalter. Die Wurstfabrik Wolfgang Franz und die Mechanische Zwirnerei Friedrich wurden mit Dampfmaschinen betrieben. Durch das Potsdamer Abkommen gehörte Feilitzsch zum unmittelbaren Zonenrandgebiet. So war Feilitzsch vom nördlichen Hinterland abgeschnitten. Im Juni 1973 wurde der Bahnhof Feilitzsch für den Personenverkehr geschlossen. Er blieb jedoch weiterhin mit Personal besetzt, um die Schrankenanlage der am Bahnhof querenden Kreisstraße HO1 zu bedienen, und war Übernahmepunkt der Interzonenzüge der Deutschen Reichsbahn vom Grenzbahnhof Gutenfürst. Im Jahr 1978 wurde für die Gemeinden Töpen, Feilitzsch, Trogen und Gattendorf eine Verbandshauptschule eingerichtet. Das im Jahr 1983 errichtete neue Rathaus ist Sitz der Verwaltungsgemeinschaft Feilitzsch. Im Oktober 1989 wurde Feilitzsch als erste bundesdeutsche Station von Sonderzügen der DDR-Bürger durchfahren, die in die Deutsche Botschaft in Prag geflüchtet waren, um die Ausreise in die Bundesrepublik zu erreichen.
Am 15. September 2006 wurde etwas östlich vom früheren Bahnhof der Eisenbahn-Haltepunkt Feilitzsch eröffnet, so dass nach 33 Jahren wieder Personenzüge im Ort halten.

### Eingemeindungen
Im Zuge der Gebietsreform in Bayern wurden am 1. Mai 1978 wurden die Gemeinden Münchenreuth und Zedtwitz eingegliedert.

### Einwohnerentwicklung
Im Zeitraum 1988 bis 2018 wuchs die Gemeinde von 2330 auf 2833 um 503 Einwohner bzw. um 21,6 %, das ist der höchste prozentuale Zuwachs im Landkreis im genannten Zeitraum. Am 31. Dezember 2003 hatte Feilitzsch 2931 Einwohner.
- 1961: 2353 Einwohner
- 1970: 2328 Einwohner
- 1987: 2307 Einwohner
- 1991: 2455 Einwohner
- 1995: 2662 Einwohner
- 2000: 2807 Einwohner
- 2005: 2894 Einwohner
- 2010: 2869 Einwohner
- 2015: 2862 Einwohner
- 2020: 2772 Einwohner[13]

## Politik
- FÜWG: 8
- CSU: 6

### Gemeinderat
Der Gemeinderat hat 14 Mitglieder. Weiteres Mitglied und Vorsitzender des Gemeinderates ist der 1. Bürgermeister. Bei der Kommunalwahl vom 15. März 2020 haben von den 2352 stimmberechtigten Einwohnern in der Gemeinde Feilitzsch 1605 von ihrem Wahlrecht Gebrauch gemacht, womit die Wahlbeteiligung bei 68,24 % lag.

### Bürgermeister
Erster Bürgermeister ist seit 1. Mai 2014 Francisco Hernandez Jimenez (FÜWG). Er erhielt bei der Wahl im März 2014 58,6 % der Stimmen, Amtsinhaber Helmut Grießhammer 41,4 %. Bei der Kommunalwahl am 15. März 2020 wurde Hernandez mit 75,88 % im Amt bestätigt, seine Herausforderin Sonja Kemnitzer-Steinle (CSU) erreichte 24,12 %. Die Wahlbeteiligung betrug 68 %.

### Wappen
| Wappen von Feilitzsch | Blasonierung: „Geteilt von Silber, Rot und Schwarz.“ |
| Wappen von Feilitzsch | Wappenbegründung: Die Gemeinde Feilitzsch besteht seit 1978 aus den ehemals selbstständigen Gemeinden Feilitzsch, Münchenreuth, Schollenreuth, Unterhartmannsreuth und Zedtwitz. Von diesen Orten hatte nur Feilitzsch ein eigenes Wappen, das die neue Gemeinde unverändert angenommen hat. Die Geschichte der Gemeinde ist eng mit den Herren von Feilitzsch verbunden, die seit 1365 bezeugt sind. Mit Genehmigung der Freiherren von Feilitzsch führt die Gemeinde das Familienwappen als Gemeindewappen. Das Familienwappen ist seit 1365 überliefert. Die ersten farbigen Abbildungen stammen aus dem Jahr 1518. Dieses Wappen wird seit 1954 geführt. |

### Städtepartnerschaften
- Rudniki (Polen)

## Kultur und Sehenswürdigkeiten

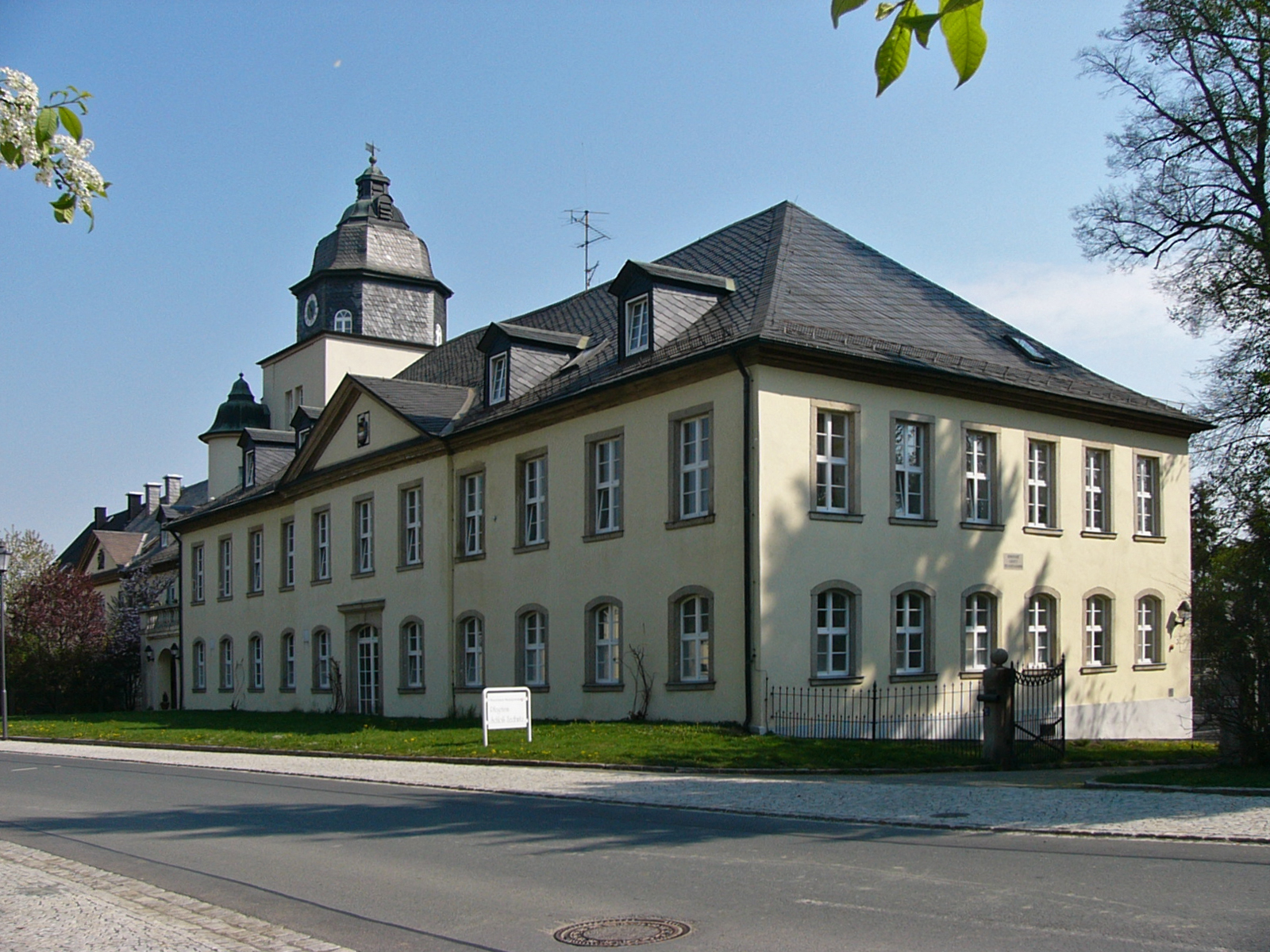
Schloß Zedtwitz

Der Gemeindeteil Münchenreuth befindet sich direkt neben dem Dreiländereck der Freistaaten Sachsen, Thüringen und Bayern. Auf diesem Grenzpunkt ist der Drei-Freistaaten-Stein eingesetzt.

## Wirtschaft und Infrastruktur

### Wirtschaft einschließlich Land- und Forstwirtschaft
2023 gab es 605 sozialversicherungspflichtig Beschäftigte am Arbeitsort, 1114 sozialversicherungspflichtig Beschäftigte am Wohnort und 43 Arbeitslose. Im verarbeitenden Gewerbe gab es keine Betriebe, im Bauhauptgewerbe acht Betriebe. Zudem bestanden im Jahr 2020 bestanden 28 landwirtschaftliche Betriebe mit einer landwirtschaftlich genutzten Fläche von 1785 Hektar.

### Verkehr

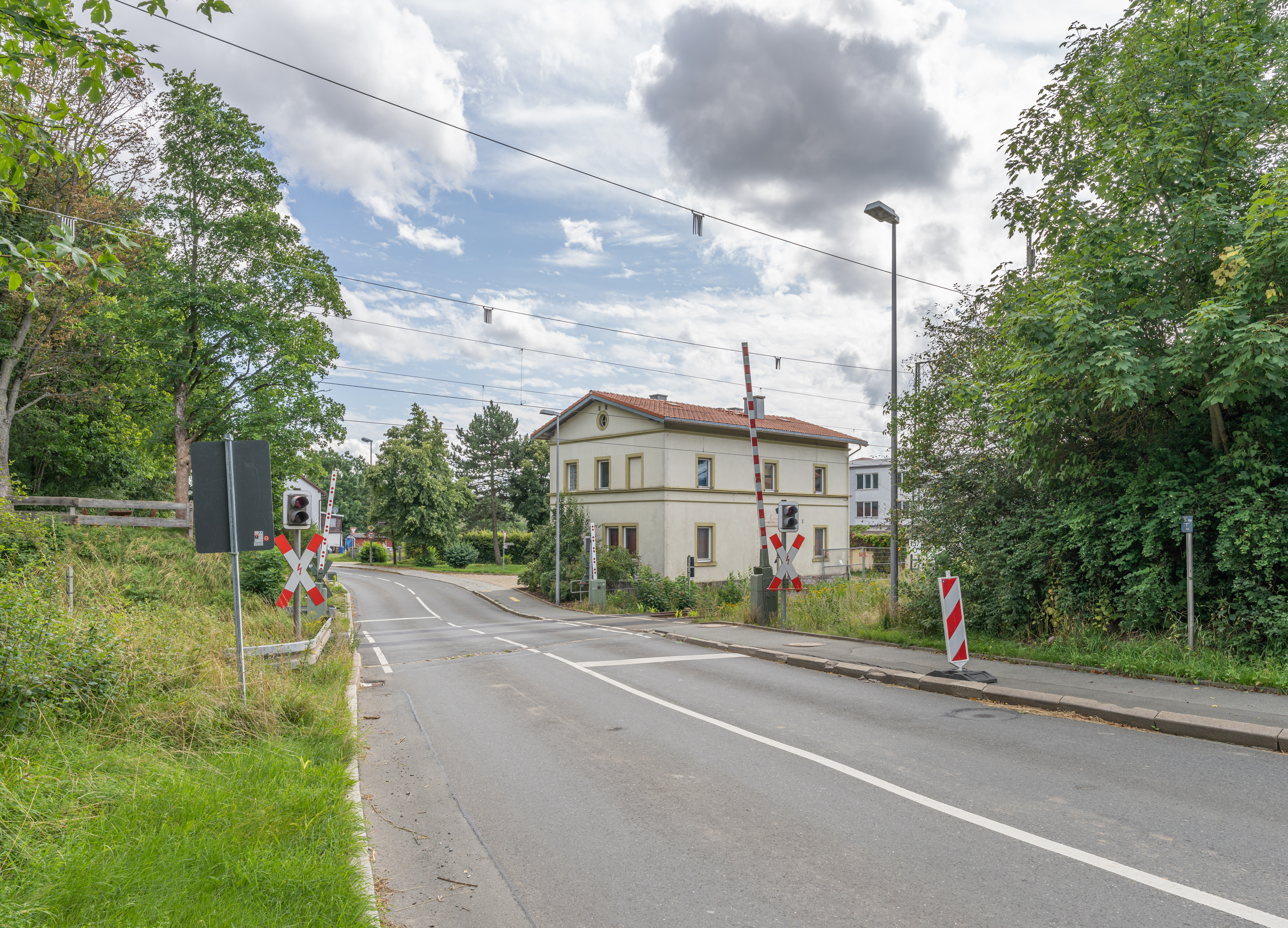
Haltepunkt Feilitzsch (alt), Empfangsgebäude und Bahnübergang (2021)

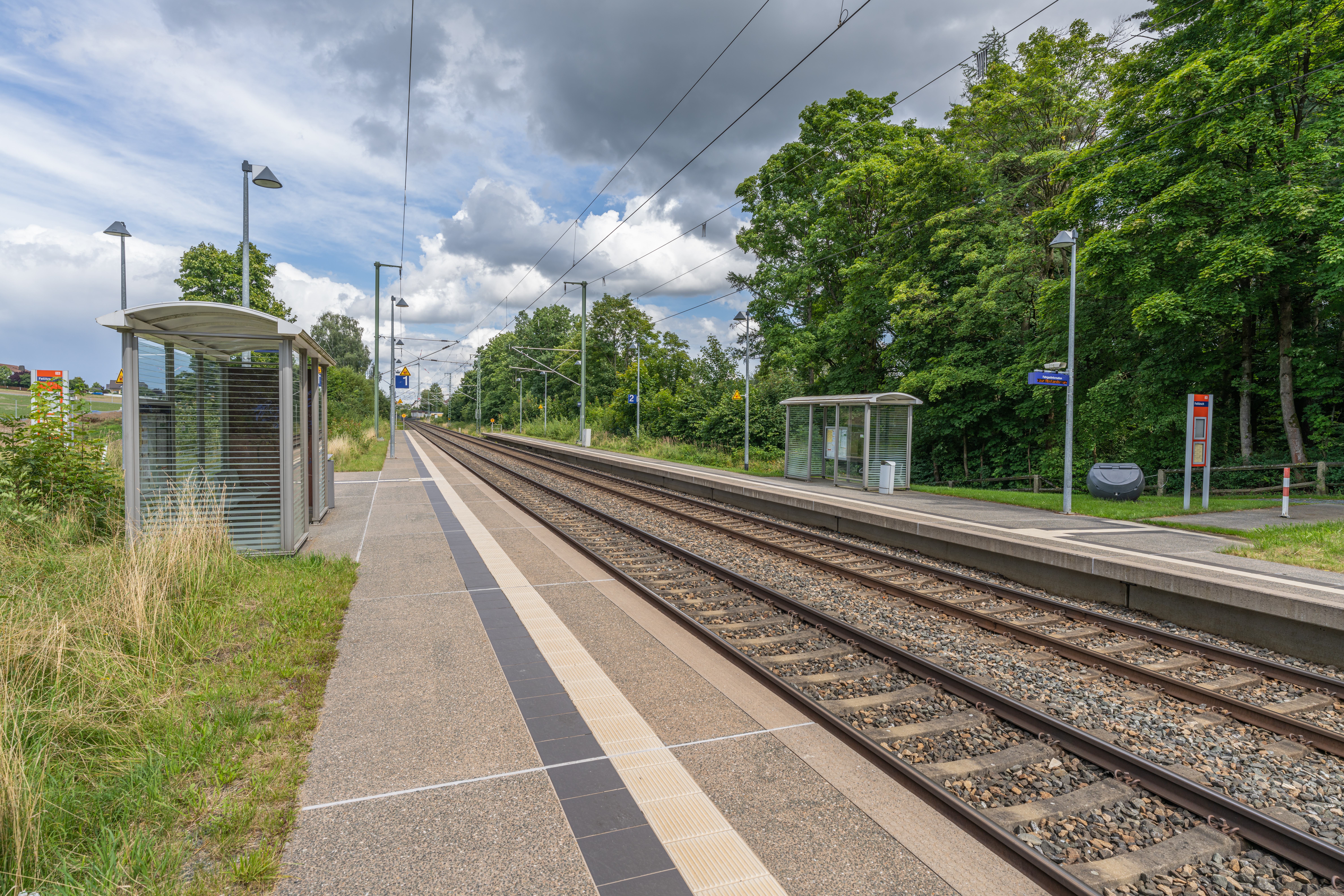
Haltepunkt Feilitzsch (neu) (2021)

Feilitzsch liegt an der Bahnstrecke Leipzig–Hof. Die Deutsche Bundesbahn hatte bis 1973 einen lokalen Betrieb ab Hof Hbf aufrechterhalten. Seit dem 15. September 2006 ist Feilitzsch wieder Station an der Sachsen-Franken-Magistrale: Nach mehr als 33 Jahren bedienen wieder Züge von Plauen nach Hof den neu eingerichteten Haltepunkt Feilitzsch.
Im Jahr 1989 war Feilitzsch der erste Haltepunkt der Sonderzüge von DDR-Flüchtlingen aus der deutschen Botschaft in Prag. 

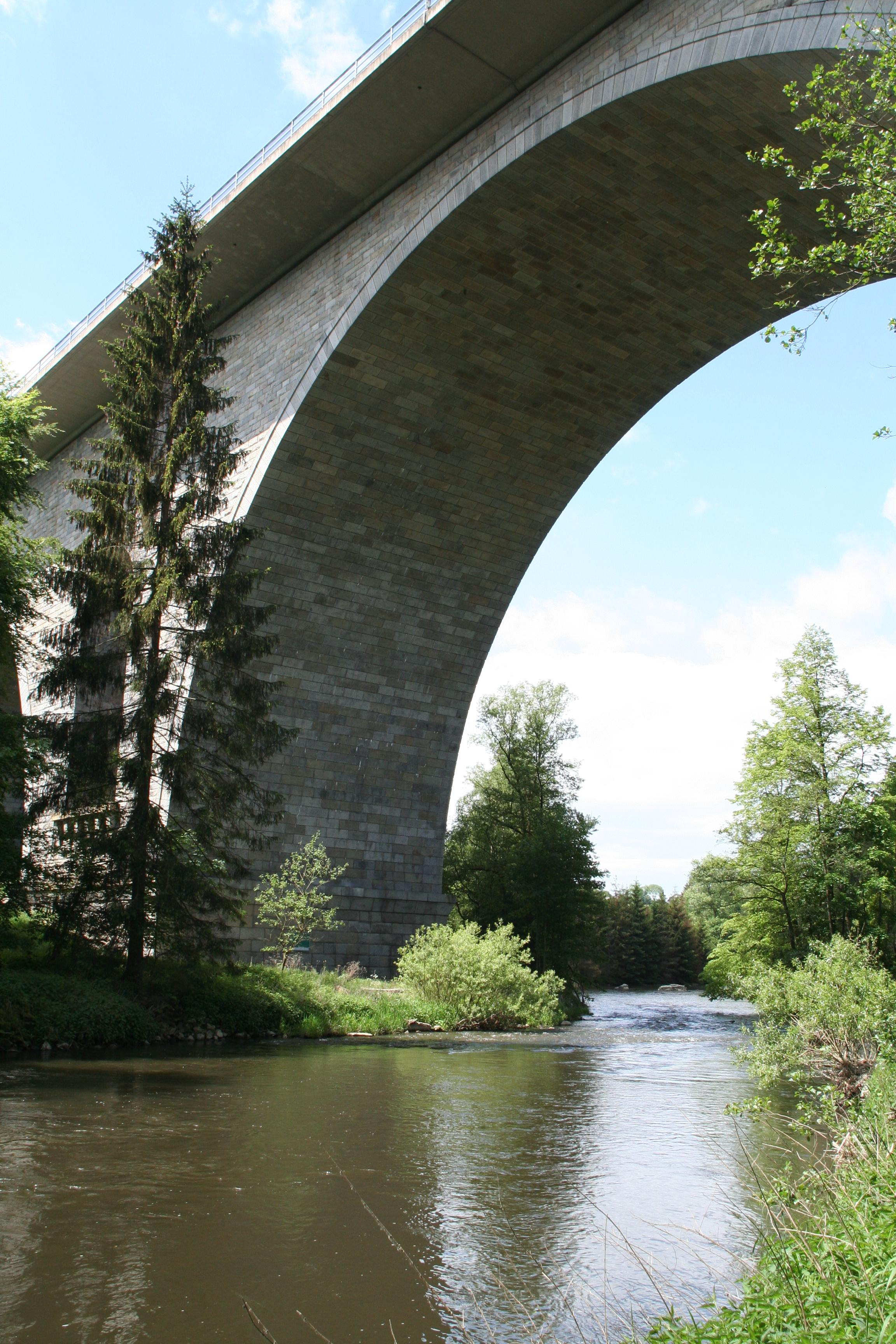
Autobahnbrücke über die Saale

Durch das Gemeindegebiet verläuft die A72. Im Ortsteil Forst überführt sie die Saale. Nordwestlich von Zedtwitz befindet sich die Anschlussstelle Hof/Töpen.

### Bildung
Seit 1999 gibt es eine Volksschule mit 28 Lehrern und 524 Schülern.

### Freiwillige Feuerwehr
Die Freiwillige Feuerwehr Feilitzsch verfügt über ein Hilfeleistungslöschgruppenfahrzeug HLF 20, ein Mannschaftstransportfahrzeug und einen Mehrzweckanhänger.